# Zygmunt Broniewski

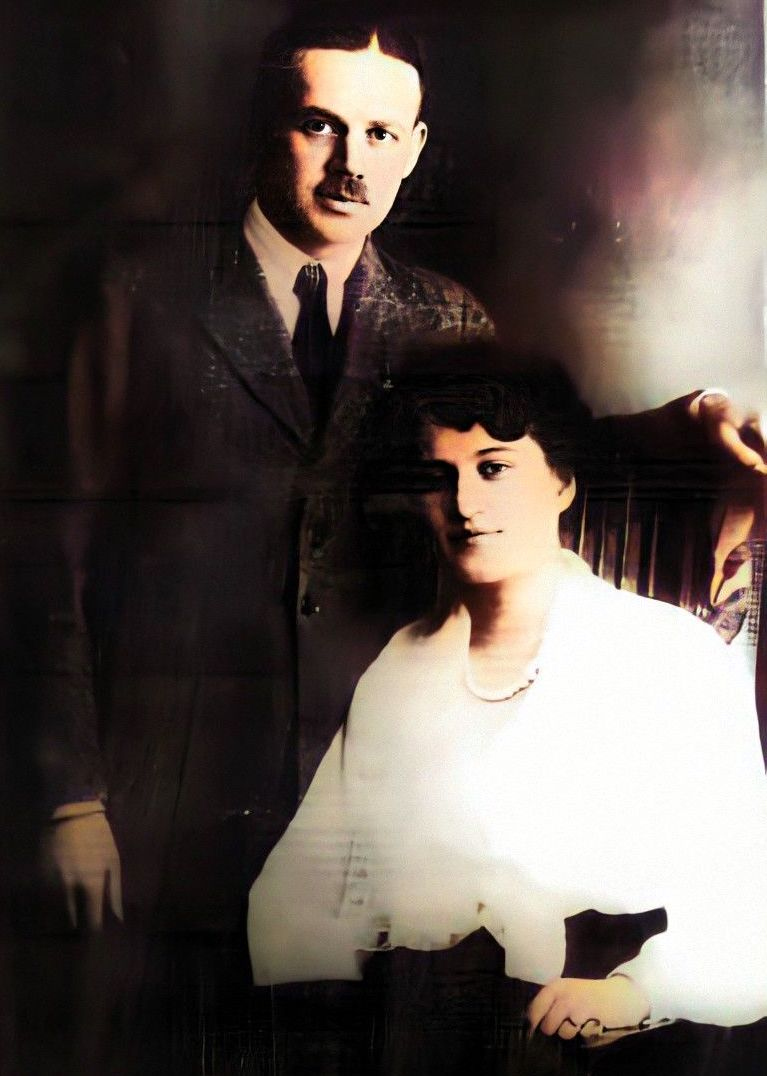
Stefania i Zygmunt Broniewscy

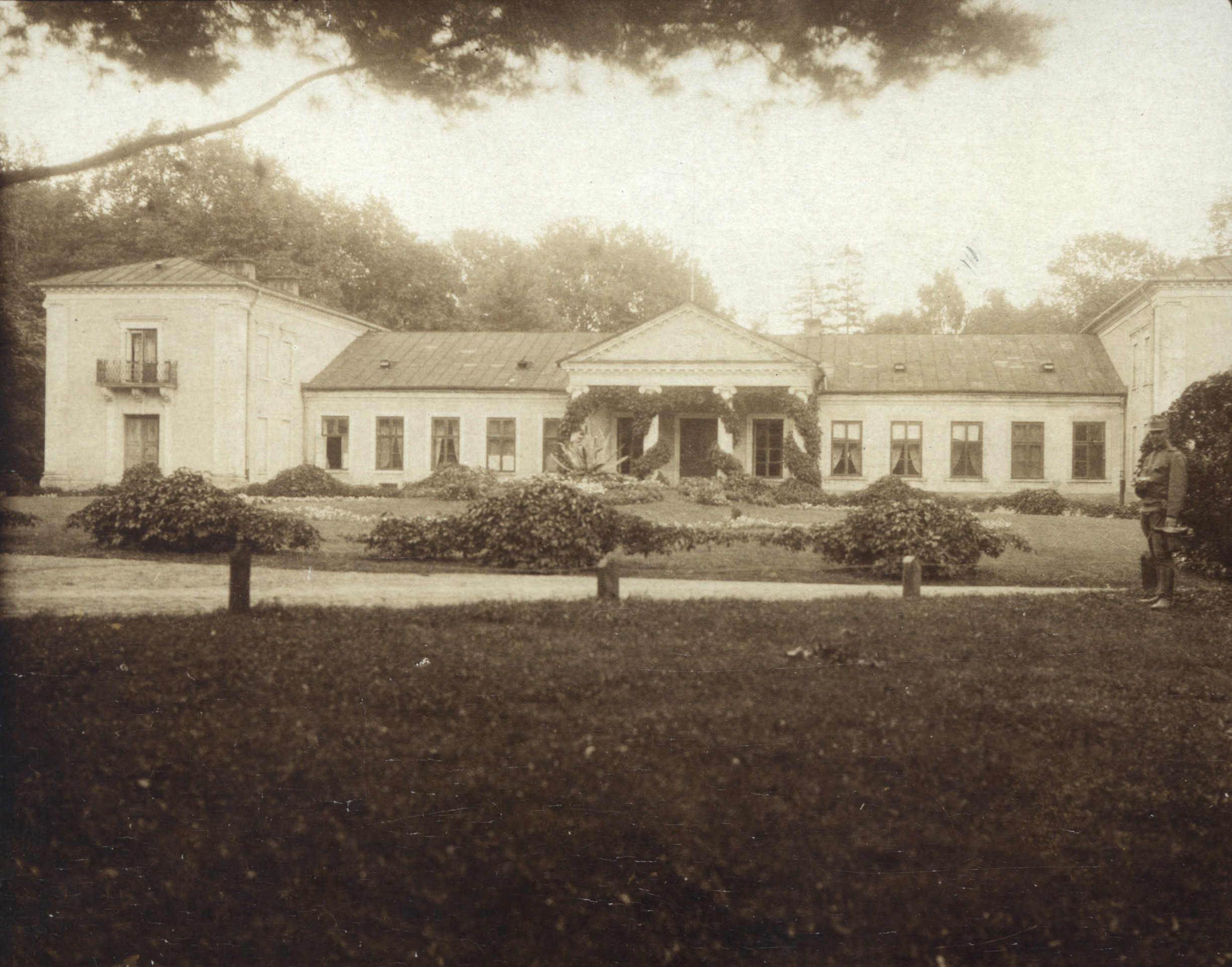
Dwór Broniewskich w Garbowie

Zygmunt Broniewski herbu Tarnawa ps. Bogucki, St. Bogucki (ur. 21 października 1890 w Glinojecku, zm. 23 czerwca 1949 we Francji) – major kawalerii Wojska Polskiego, kawaler Orderu Virtuti Militari, generał brygady Narodowych Sił Zbrojnych.

## Życiorys

### Młodość
Był synem Bohdana Emila, przemysłowca i polityka oraz Eugenii z Sataleckich. W młodości uczęszczał do gimnazjum rosyjskiego w Lublinie, a po „strajku szkolnym” w 1905 do prywatnego gimnazjum „Szkoła Lubelska”. Należał do Towarzystwa Gimnastycznego „Sokół”, w ramach którego uczestniczył w akcji przeciwko strajkom rewolucyjnej lewicy m.in. w garbowskiej cukrowni zarządzanej przez jego ojca.  W 1908 zdał w Rosji maturę jako ekstern, a w następnym roku rozpoczął studia w Akademii Rolniczej Hohenheim w Stuttgarcie w Niemczech. Ukończył ją w 1913 z tytułem inżyniera rolnego. W latach 1911–1912 odbywał służbę wojskową w rosyjskim Grodzieńskim Pułku Huzarów Gwardii, w charakterze jednorocznego ochotnika. Od 1913 do czerwca 1914 przebywał na praktykach rolnych w Książkowie Poznańskim.

### Udział w I wojnie światowej
W lipcu 1914 został, po wybuchu I wojny światowej, powołany do armii rosyjskiej w stopniu chorążego zapasowego. Służył w 6 Głuchowskim Pułku Dragonów. Po kursie w Mikołajewskiej Szkole Karabinów w Piotrogrodzie, w okresie od października do grudnia 1915, zdał egzamin oficerski i został awansowany do stopnia podporucznika (styczeń 1916), porucznika (kwiecień 1916) i sztabskapitana (lipiec 1916).
Po wybuchu rewolucji bolszewickiej wydzielił ze swojego pułku żołnierzy Polaków i przedostał się z nimi do I Korpusu Polskiego pod dowództwem gen. Józefa Dowbora-Muśnickiego, gdzie służył w 3 pułku ułanów jako dowódca szwadronu. Po rozwiązaniu I Korpusu w czerwcu 1918 powrócił do Polski.

### Walki o granice 1918–1921
Następnie w październiku 1918 wstąpił ochotniczo do formującego się 3 pułku ułanów Wojska Polskiego, z którym w styczniu 1919 wyruszył w ramach Grupy „Bug” pod dowództwem gen. Leona Berbeckiego, na front bolszewicki. W marcu 1919 dostał awans na stopień rotmistrza, a w kwietniu – majora. W październiku 1919 został zwolniony do rezerwy, na mocy wniosku reklamacyjnego Ministerstwa Przemysłu i Handlu. W czerwcu 1920 ponownie wstąpił jako ochotnik do WP z przydziałem do 3 pułku ułanów. W sierpniu 1920 jego pułk rozbił sowiecki batalion piechoty pod Zabłudowem. Na własną prośbę w marcu 1921 został zwolniony do rezerwy. Zweryfikowany w stopniu majora kawalerii ze starszeństwem z dniem 1 czerwca 1919. W 1934 jako oficer rezerwy pozostawał w ewidencji Powiatowej Komendy Uzupełnień Puławy. Posiadał wówczas przydział do Oficerskiej Kadry Okręgowej Nr I.

### Okres międzywojenny
Odtąd zajął się administrowaniem majątków ziemskich w Garbowie (który był w 1/4 jego własnością) i Przybysławicach (należał do jego brata Mieczysława Broniewskiego) w Lubelskiem. Wkrótce ożenił się ze Stefanią Gerlicz herbu Lis z Odmianą (nie mieli dzieci). Należał do Obóz Wielkiej Polski, gdzie pełnił funkcję zastępcy oboźnego powiatu puławskiego.

### Konspiracja
Nie wiadomo, czy uczestniczył w wojnie obronnej 1939. Krótko po zakończeniu działań wojennych wstąpił do tworzącej się Organizacji Wojskowej Związek Jaszczurczy. W 1940 objął funkcję komendanta Okręgu Lubelskiego ZJ. W sierpniu 1942 otrzymał awans na podpułkownika. Po utworzeniu Narodowych Sił Zbrojnych we wrześniu 1942 został komendantem Okręgu III Lubelskiego. Przez cały okres okupacji niemieckiej sztab Okręgu mieścił się w jego majątku w Garbowie. Ponadto ze swoich dochodów w znacznym stopniu finansował działalność konspiracyjną. W lipcu 1944 ofensywa wojsk Armii Czerwonej zmusiła go do opuszczenia Garbowa. Po podpisaniu w marcu 1944 umowy scaleniowej z Armią Krajową był jej zwolennikiem. Już od początku tego roku zgłaszał gotowość rezygnacji z funkcji komendanta Okręgu III (NSZ-ZJ), a na początku kwietnia złożył w tym celu formalny wniosek. Komendant Główny NSZ-AK (scalonego) ppłk Albin Walenty Rak ps. Lesiński wyraził na to zgodę z dniem 15 czerwca 1944. Jednakże w nieznanych okolicznościach Broniewski został przekonany przez przeciwników scalenia, których Komendantem Głównym był mjr/ppłk NSZ Stanisław Nakoniecznikow-Klukowski – były podkomendny Z. Broniewskiego z 3 pułku ułanów z 1919, do pozostania w szeregach NSZ-ZJ. Otrzymał wówczas także awans na podpułkownika NSZ. Następny Komendant Główny NSZ-ZJ, gen. bryg. w st. sp. Tadeusz Jastrzębski ps. Powała wyznaczył go w dniu 24 lipca 1944 na dowódcę Grupy Operacyjnej nr 2, która miała powstać w wyniku koncentracji oddziałów partyzanckich NSZ w Okręgach: Białostockim, Mazowsze Północne i Warszawa – powiaty. Do jej sformowania jednak nie doszło z powodu szybkich postępów ofensywy rozpoczętej przez wojska Armię Czerwonej. W sierpniu 1944 otrzymał funkcję Inspektora Obszaru Zachód (pozostającego pod okupacją niemiecką), w ramach której w sierpniu, listopadzie i grudniu 1944 przeprowadzał inspekcje różnych oddziałów, m.in. Brygady Świętokrzyskiej NSZ na Kielecczyźnie.
20 października 1944 Rada Polityczna NSZ, która była organem zwierzchnim niescalonego NSZ, mianowała go pełniącym obowiązki komendanta głównego. Jednocześnie otrzymał awans na generała brygady NSZ ze starszeństwem z dniem 11 listopada tego roku.
Po rozpoczęciu  operacji wiślańsko-odrzańskiej przez Armię Czerwoną w styczniu 1945, wydał rozkaz dowódcy Brygady Świętokrzyskiej wymaszerowania na Zachód. Sam natomiast pozostał w kraju, aby dowodzić resztą podległych mu oddziałów. W tym czasie stracił adiutanta Tadeusza Skarżyńskiego ps. „Bończa”, który został aresztowany przez NKWD i wywieziony na Syberię. Kolejnym jego adiutantem został Tomasz Wolfram ps. Dominik Grabowski. Na początku 1945, Zygmunt Broniewski jako dowódca Narodowych Sił Zbrojnych uznał, że dalsza walka w kraju z militarnego punktu widzenia nie ma sensu. Po powstaniu Tymczasowego Rządu Jedności Narodowej, 5 lipca 1945 zawiesił działalność podległych mu struktur i przedostał się na Zachód. Zameldował się (w mundurze majora kawalerii) u dowódcy 2 Korpusu Polskiego gen. Władysława Andersa, którego znał z lat 1919–1920 i zdał mu raport z działalności NSZ w kraju. Po przybyciu do Niemiec objął funkcję dowódcy ośrodka szkoleniowego kompanii wartowniczych, w skład których weszli byli żołnierze Brygady Świętokrzyskiej. Wkrótce jednak zrzekł się dowództwa, przygnębiony wiadomością o uwięzieniu żony przez funkcjonariuszy aparatu bezpieczeństwa. Wyjechał do południowej Francji, gdzie zamieszkał w Lauzerville, majątku administrowanym przez ppłk. Jana Kamieńskiego. Zmarł 23 czerwca 1949 załamany fałszywą wiadomością o śmierci żony i został pochowany na cmentarzu w Duran. Na jego grobie umieszczony został napis: „Le General Broniewski Zygmunt – Heros De Resistance Polonaise”.

## Ordery i odznaczenia
- Krzyż Srebrny Orderu Wojskowego Virtuti Militari nr 5045 (1921)[9][10]
- Krzyż Walecznych dwukrotnie
- Krzyż Narodowego Czynu Zbrojnego[11].